# ソフィフィ
ソフィフィ（インドネシア語: Kota Sofifi）は、インドネシアのハルマヘラ島にある都市である。2010年よりテルナテに代わって北マルク州の州都となった。